# Piazza Giambattista Vico (Napoli)
Piazza Giambattista Vico è una piazza di Napoli situata nel quartiere San Carlo all'Arena, intitolata all'intellettuale napoletano Giambattista Vico.

## Storia
I primi interventi urbani di Piazza Giambattista Vico avvengono tra il 1800 e il 1900, in particolare durante l'epoca temporale definita Risanamento di Napoli, con i quali si inizia a definire la struttura urbana e architettonica dell'area. I primi edifici costruiti sono accomunati nonché riconoscibili dal medesimo stile architettonico dell'epoca; tra gli stessi si annovera il cosiddetto Palazzo di Pompei, risalente al 1880 e devoluto alla Madonna di Pompei ovvero in beneficenza al Santuario della Beata Vergine Maria del Santo Rosario di Pompei.
Un importante sviluppo urbanistico e paesaggistico della piazza avviene negli anni 20 e 30 del XX secolo, in concomitanza con l'urbanizzazione della zona nonché la costruzione di nuovi edifici residenziali in stile neo-liberty nelle adiacenze.

## Descrizione
La piazza è costituita da tre carreggiate parallele tra le quali si trovano un'area giardinetto e un'area pedonale; su quest'ultima si affaccia il Palazzo di Pompei. La piazza è caratterizzata da una visibile presenza di specie arboree in particolare di cespugli e di pini secolari.
L'area pedonale ha una porzione pressoché rettangolare, realizzata con lastre di marmo, ed è delimitata da staccionate di metallo e aiuole cespugliose; all'interno vi sono panchine, due gazebo in metallo ed è, inoltre, ornata con alberi di pino secolari, aiuole, cespugli e vasi ornamentali.
L'area giardinetto si trova di fronte l'area pedonale, nella contiguità della fermata dell'autobus; essa è circondata da un marciapiede e caratterizzata dalla presenza di pini secolari e piante impiantati all'interno di aiuole realizzate da mattoni tali da creare un piccolo itinerario circondato da verde.